# Eujivarus meridionalis
Eujivarus meridionalis är en insektsart som beskrevs av Bruner, L. 1911. Eujivarus meridionalis ingår i släktet Eujivarus och familjen gräshoppor. Inga underarter finns listade i Catalogue of Life.